# Jens Keith

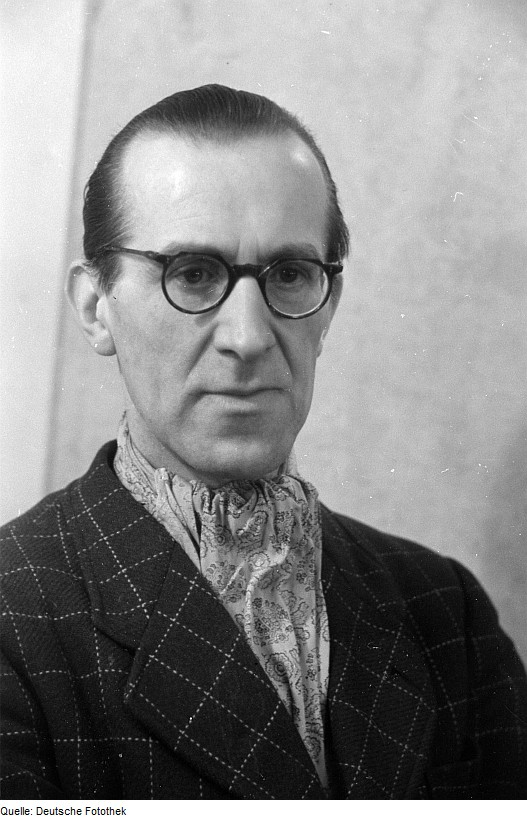
Jens Keith, 1946

Jens Keith (eigentlich: Otto Precht) (* 21. Juni 1898 in Stralsund; † 27. Juli 1958 in Berlin) war ein deutscher Choreograph, Tänzer und Schauspieler.

## Laufbahn
Seit seiner Ausbildung bei Rudolph von Laban, spätestens 1922, trat er unter seinem Künstlernamen Jens Keith auf. Er wirkte in Aufführungen von Laban und Kurt Jooss mit, war Tanzmeister am Theater in Essen, gehörte dem Ensemble der Berliner Staatsoper an und ging mit anderen Solotänzern (Die Sechs von der Staatsoper) auf Tourneen. Keith begann im Filmbereich erst zu Beginn der dreißiger Jahre zu arbeiten. In einem Zeitraum von rund zwanzig Jahren nahm er an mehr als dreißig Filmen, vor allem in der Funktion des Choreographen teil. Sein Filmdebüt als Choreograph war Die blonde Nachtigall, eine musikalische Komödie von Johannes Meyer, aber er war schon als Schauspieler im Jahr 1930 in The Tiger mit demselben Regisseur beteiligt.
Keith wurde 1936/37, als er als Tanzmeister bei der UFA arbeitete und Filmballette und Tanzszenen in Unterhaltungsfilmen choreographierte, während der Arbeit an dem Film über Fanny Elßler verhaftet, ihm wurde ein sexuelles Verhältnis mit einem Mann vorgeworfen. Dank der Hinterlegung einer hohen Kaution wurde er aus der U-Haft entlassen, Hans Weidemann hatte sich für ihn eingesetzt. Keith floh nach Paris, wurde dort jedoch von den deutschen Behörden 1940 wieder aufgegriffen.
Nach einer kurzen Haftstrafe durfte er wieder am Metropoltheater arbeiten und wurde anschließend an die Städtische Oper Berlin engagiert, wo er diverse Ballette und Ballettabende choreographierte, darunter 1946 auch Richard Strauss’ Josephs Legende, Boris Blachers Chiarina (1950) sowie Wolfgang Fortners Die weiße Rose (1951).

## Filmographie

### Choreographie
- Die blonde Nachtigall, Regie: Johannes Meyer (1930)
- Das gestohlene Gesicht, Regie: Philipp Lothar Mayring und Erich Schmidt (1930)
- Das Flötenkonzert von Sans-souci, Regie: Gustav Ucicky (1930)
- Yorck, Regie: Gustav Ucicky (1931)
- Boccaccio, Regie: Herbert Maisch (1936)
- Das Schloß in Flandern, Regie: Géza von Bolváry (1936)
- Das Mädchen Irene, Regie: Reinhold Schünzel (1936)
- Oro nero, Regie: Viktor Tourjansky (1936)
- Die göttliche Jette, Regie: Erich Waschneck (1937)
- Die Austernlilli, Regie: E. W. Emo (1937)
- Fanny Elßler, Regie: Paul Martin (1937)
- Die große Liebe, Regie: Rolf Hansen (1942)
- Liebesgeschichten, Regie: Viktor Tourjansky (1943)
- Karneval der Liebe, Regie: Paul Martin (1943)
- Herr Sanders lebt gefährlich, Regie: Robert A. Stemmle (1944)
- Eine Nacht im Séparée, Regie: Hans Deppe (1950)
- Die Dritte von rechts, Regie: Géza von Cziffra (1950)
- Hochzeitsnacht im Paradies, Regie: Géza von Bolváry (1950)
- Schön muß man sein, Regie: Ákos Ráthonyi (1951)
- Die Dubarry, Regie: Georg Wildhagen (1951)
- Unter den tausend Laternen, Regie: Erich Engel (1952)
- Das Land des Lächelns, Regie: Hans Deppe und Erik Ode (1952)
- Tanzende Sterne, Regie: Géza von Cziffra (1952)
- Königin der Arena, Regie: Rolf Meyer (1952)
- Die Rose von Stambul, Regie: Karl Anton (1953)
- Hollandmädel, Regie: J.A. Hübler-Kahla (1953)
- Die Kaiserin von China, Regie: Steve Sekely (1953)
- Bezauberndes Fräulein, Regie: Georg Thomalla (1953)
- Mädchen mit Zukunft, Regie: Thomas Engel (1954)
- Clivia, Regie: Karl Anton (1954)
- Das Fräulein von Scuderi, Regie: Eugen York (1955)
- Ein Polterabend,  Regie: Curt Bois (1955)
- Zar und Zimmermann, Regie: Hans Müller (1956)

### Schauspielrollen
- Der Tiger, Regie: Johannes Meyer (1930)
- Savoy-Hotel 217 (1936)
- Der Schuß im Tonfilmatelier
- Die blonde Nachtigall
- L'anello tragico